# PERP
PERP (англ. PERP, TP53 apoptosis effector) – білок, який кодується однойменним геном, розташованим у людей на короткому плечі 6-ї хромосоми. Довжина поліпептидного ланцюга білка становить 193 амінокислот, а молекулярна маса — 21 386.
| 10         |  | 20         |  | 30         |  | 40         |  | 50         |
| ---------- |  | ---------- |  | ---------- |  | ---------- |  | ---------- |
| MIRCGLACER |  | CRWILPLLLL |  | SAIAFDIIAL |  | AGRGWLQSSD |  | HGQTSSLWWK |
| CSQEGGGSGS |  | YEEGCQSLME |  | YAWGRAAAAM |  | LFCGFIILVI |  | CFILSFFALC |
| GPQMLVFLRV |  | IGGLLALAAV |  | FQIISLVIYP |  | VKYTQTFTLH |  | ANPAVTYIYN |
| WAYGFGWAAT |  | IILIGCAFFF |  | CCLPNYEDDL |  | LGNAKPRYFY |  | TSA        |

A: Аланін

C: Цистеїн

D: Аспарагінова кислота

E: Глутамінова кислота

F: Фенілаланін

G: Гліцин

H: Гістидин

I: Ізолейцин

K: Лізин

L: Лейцин

M: Метіонін

N: Аспарагін

P: Пролін

Q: Глутамін

R: Аргінін

S: Серин

T: Треонін

V: Валін

W: Триптофан

Задіяний у таких біологічних процесах, як апоптоз, клітинна адгезія. 
Локалізований у клітинній мембрані, мембрані, клітинних контактах.